# Quint Emili Bàrbula
Quint Emili Bàrbula (llatí: Quintus Aemilius Q. f. L. n. Barbula) va ser un polític romà que va ser cònsol de Roma l'any 317 aC i novament el 311 aC. Formava part de la gens Emília, una antiga família romana d'origen sabí.
Durant el seu primer consolat, Roma va conquerir la regió de l'Apúlia. La ciutat de Teate, a l'Apúlia, va enviar als cònsols una delegació per fer la pau que es va signar entre la ciutat, com a estat, i Roma, per la qual Teate reconeixia la sobirania romana. Bàrbula va ocupar la ciutat de Nèrulum per sorpresa, i l'Apúlia sencera va romandre sota domini romà.
Va ser altra vegada cònsol l'any 311 aC. Quan començava l'exercici del càrrec, els dos cònsols van interposar a l'assemblea un denúncia per la manera en què s'havien cobert les vacants del senat, i van acusar Api Claudi Cec de fer els nomenaments per guanyar popularitat.
Preparats per la guerra, el cònsol Juni es va encarregar de lluitar contra els samnites, i el cònsol Bàrbula contra els etruscs. Els samnites van ser derrotats del tot, però les ciutats dels etruscs (excepte Arrètium) es van posar en peu de guerra contra Roma i van seguir el combat. El primer atac es va fer contra Sutrium, ciutat aliada de Roma. Bàrbula es va dirigir a la regió i els dos exèrcits es van enfrontar vora la ciutat. Els etruscs eren més nombrosos, però els romans estaven més ben organitzats. L'arribada de la reserva romana va decidir la batalla, ja que els etruscs no tenien tropes de reserva. Els etruscs es van retirar al capvespre i a la nit els dos exèrcits van retornar als seus camps. Les baixes etrusques devien ser importants o les forces que van quedar en actiu amb prou feines podien defensar el seu camp, i no es van produir més combats perquè al bàndol romà els morts no van ser gaires, però els ferits van ser molt nombrosos. Mentre Tit Livi diu que la batalla va concloure indecisa, els fastos la consideren una victòria romana, però probablement aquesta versió va ser tergiversada per la mateixa família Emília.